# Riporto
Riporto, in  diritto bancario, è il contratto mediante il quale una parte detta riportato trasferisce ad un'altra parte, detta riportatore, la proprietà di titoli di credito di una data specie e di un determinato prezzo e questi assume l'obbligo di trasferire al riportato alla scadenza del termine stabilito la proprietà di altrettanti titoli della medesima specie, verso rimborso del prezzo, che può essere aumentato o diminuito a seconda dell'accordo.
Si tratta di un contratto reale, che si perfeziona con la consegna dei titoli (art. 1549 cod.civ.).
Nell'ordinamento giuridico italiano tale nozione è accolta dall'art. 1548 del Codice Civile. Il riporto è un contratto unitario e inscindibile sul piano giuridico e operativo, anche se tecnicamente risulta dalla combinazione di due operazioni di senso opposto in periodi successivi. I proventi dei titoli per cedole e dividendi e gli altri diritti accessori spettano al riportato, che deve però informare il riportatore sulle sue intenzioni riguardo all'esercizio dei eventuali diritti di opzione (in caso di assenza di informazioni il riportatore, in genere una banca, provvede alla vendita dei diritti). Se i titoli sono soggetti a estrazione per premi o rimborsi, i diritti e gli oneri dell'estrazione spettano al riportato. Il diritto di voto spetta invece al riportatore, salvo patto contrario.

## Specie di riporto
Di norma il prezzo corrisposto a termine è superiore a quello a pronti, poiché il riportato, necessitando di mezzi liquidi, si trova a dover pagare un compenso al riportatore; si parla, in proposito, di riporto con riporto (o riporto ordinario o con interessi). La valutazione dei titoli è, di norma, soggetta all'applicazione di una riduzione prudenziale (scarto). In certi casi può essere il riportatore ad avere bisogno di una temporanea disponibilità dei titoli e a pagare, quindi, un certo prezzo per procurarseli. In questo caso il prezzo a pronti è superiore a quello a termine e il contratto assume la configurazione tecnica di riporto con deporto. Può accadere, infine, che il prezzo a pronti sia uguale a quello a termine; si ha, in tal caso, il riporto alla pari.

## Riporto di banca
Riporto di banca, o finanziario. Il contratto di riporto è usato tanto nella pratica bancaria quanto in quella di borsa. Nel primo caso (riporto di banca, o finanziario) il contratto ha funzioni prevalentemente creditizie, nel senso che la banca lo stipula per concedere un finanziamento alla propria clientela (l'operazione prende il nome di riporto attivo e vede la banca in veste di riportatrice), oppure per crearsi una forma supplementare di provvista (riporto passivo, con la banca in veste di riportata).

## Riporto di borsa
Il riporto di borsa è stipulato da chi voglia prorogare la liquidazione della propria posizione in titoli. Lo speculatore che abbia effettuato un'operazione di acquisto o vendita di titoli allo scoperto può, se non si verificano le condizioni ritenute necessarie per stipulare un'operazione di copertura, ricorrere alla conclusione di un contratto di riporto. In tal modo, oltre a chiudere l'operazione originaria egli ottiene di prorogare la propria posizione speculativa. L'introduzione della liquidazione a contanti, per la quale, come per la liquidazione a termine, il contratto di riporto è necessario per prorogare le posizioni e agevolare quindi la speculazione, ha comportato notevoli modifiche a tale forma di contratto per i titoli già trattati per contanti. Si registra, infatti, la creazione del riporto di borsa a contante, di durata pari a dieci giorni, che costituisce l'esclusivo contratto di riporto valido sulle azioni liquidate per contanti e può essere stipulato, con trattativa diretta e modalità libere di contrattazione, solo tra agenti di cambio, banche e SIM autorizzate al finanziamento dei contratti di borsa. È, inoltre, prevista l'introduzione di pagine telematiche per l'immissione di proposte di contratti di riporto da parte degli intermediari, che devono ritenersi impegnati alla successiva eventuale conclusione del contratto fino alla cancellazione.
L'accensione e l'estinzione del riporto a contanti avvengono, rispettivamente, il quinto ed il quindicesimo giorno di borsa aperta successivo a quello di stipulazione. È stato stabilito che non vi sia più il rinnovo tacito già contemplato per il riporto del regime a termine, mentre è prevista l'estinzione anticipata del contratto nel corso della sua già breve durata. Tale facoltà è offerta esclusivamente al riportatore per quei dieci giorni di borsa aperta che vanno dalla conclusione della liquidazione iniziale a quella della scadenza del contratto (in pratica, tra il primo e il nono giorno di borsa aperta successivo a quello di dichiarazione del relativo contratto al sistema RRG, cioè il Servizio di riscontro e rettifica giornalieri).
Il contratto, a prescindere dalla scadenza naturale o anticipata, richiede sempre cinque giorni di tempo per la sua liquidazione. È precisato, inoltre, che i contratti devono essere conclusi “alla pari” a nessuna delle parti è consentito richiedere scarti all'altra. Non vi è innovazione rispetto ai contratti di riporto negoziati alle grida il giorno dei riporti, poiché anche in questa circostanza non vi era la pratica dello scarto tra i contraenti alle grida. Vi era, tuttavia, un mercato dei riporti ben più vasto, operante al di fuori delle grida, che rientrava nelle normali prassi del credito e a cui le banche partecipavano attivamente. La CONSOB, ammettendo le banche tra i contraenti, ha voluto portare in borsa il mercato dei riporti. Per quanto concerne gli aspetti fiscali del contratto di riporto è sufficiente notare come i dividendi, stante il combinato disposto degli artt. 1550 e 1531 c.c., sono diritti accessori spettanti al riportato e vengono incassati dal riportatore per conto del riportato stesso.
Quando si ha la combinazione di due operazioni,, effettuate contemporaneamente, ma per scadenze diverse,  una di acquisto e una di vendita di titoli, si parla di riporto staccato o per usare una terminologia inglese coupon washing, usato spesso in occasione dei dividendi per non essere identificati ai fini della cedolare-